# Republica Populară Harkov

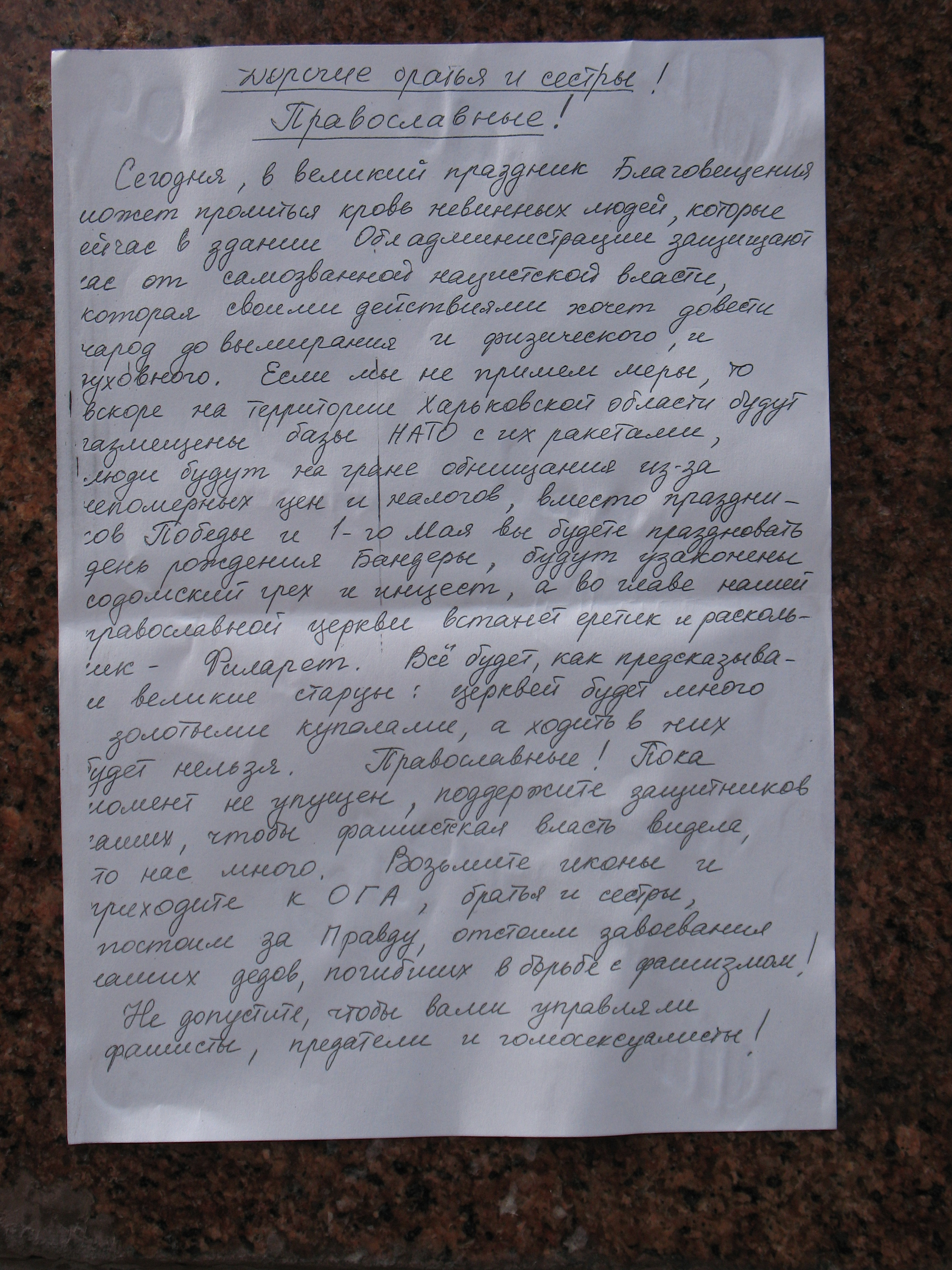
Un manifest scris de mână creat în ziua în care a fost proclamată republica

Republica Populară Harkov (în rusă Харьковская Народная Республика, transliterat: Harkovskaia Narodnaia Respublika) este una dintre încercările de a crea entități statale separatiste ruse de facto în Ucraina, care au fost proclamate de minoritatea rusă locală și de ucrainenii proruși ca urmare a revoluției ucrainene din 2014. Deși Republica Populară Harkov a fost proclamată de un grup de demonstranți, nu a funcționat niciodată ca stat (nu a fost creat niciodată propriul aparat).
Republica a fost înființată aproape în același timp cu Republica Populară Donețk, în 2014 și a fost proclamată pe 7 aprilie în clădirea consiliului regional ocupată de protestatari din Harkov.
Formațiunea, care s-a definit ca stat suveran, a început imediat să-și organizeze aparatul și a stabilit relații cu alte țări pentru a-și recunoaște independența în conformitate cu dreptul internațional. În consecință, liderii republicii plănuiau să-și confirme intenția de a deveni independenți printr-un referendum.
Forțele speciale ucrainene au recucerit clădirea a doua zi și au lichidat practic statul nou creat. Două săptămâni mai târziu, pe 21 aprilie, a avut loc o altă mișcare, în cadrul căreia protestatarii și-au ales un nou „guvernator al poporului”. Acesta a fost ultimul moment al Republicii Harkov.
În ciuda acestui fapt, războiul din estul Ucrainei nu a evitat zona: militanții Republicilor Populare Lugansk și Donețk au bombardat Harkovul de pe teritoriul lor deja în noiembrie a acelui an.
În timpul invaziei ruse din 2022, care este încă în desfășurare, trupele ruse nu au reușit încă să captureze Harkovul. Potrivit știrilor, aceștia plănuiesc să înființeze (restaurează) o altă republică separatistă rusă la Herson, unde a existat și o tentativă separatistă în 2014, care a eșuat rapid.

## Istorie
Sursele ruse îl văd ca un precursor direct al evenimentelor când unii politicieni locali, printre care fostul guvernator Mihailo Dobkin, au propus un plan de federalizare pentru Ucraina, în cadrul căruia bazinul Donețului să câștige autonomie. Autoritățile ucrainene au evaluat acest lucru ca pe o acțiune împotriva suveranității și unității statului, iar Dobkin a fost arestat.
Evenimentele revoluției de la Kiev au creat tensiuni în Harkov și în alte orașe din regiune. În februarie, protestatarii pro -Euromaidan au cerut demolarea statuii lui Lenin din oraș, la care s-au opus rușii locali și administrația orașului. În martie, au început demonstrațiile de ambele părți. La 1 martie, cele două tabere s-au ciocnit, iar conflictul s-a soldat cu 97 de răniți. Primarul Harkovului Henadîi Kernes⁠(d) le-a cerut protestatarilor anti-Maidan să nu cedeze provocărilor susținătorilor Maidan.
În timpul demonstrațiilor din săptămânile următoare, participanții au cerut adesea un referendum privind, printre altele, utilizarea limbii și autonomie. La mijlocul lunii martie, în cadrul demonstrațiilor a intervenit și gruparea naționalistă ucraineană Sectorul de dreapta, care nu s-a sfiit să folosească mijloace violente.

## Proclamarea „Republicii Populare”.
Pe 6 aprilie, protestatarii ruși și proruși au organizat din nou o demonstrație în Piața Libertății din Harkov, cerând federalizarea Ucrainei și recunoașterea statutului limbii ruse ca limbă de stat. La fața locului au fost prezenți 3.000 de participanți, iar alți 400 de polițiști au încercat să supravegheze siguranța publică. Aceștia au atacat manifestanții din partea ucraineană (nu se poate ști dacă sunt susținători ai lui Maidan sau extremiști).
Pe 7 aprilie, mulțimea a mărșăluit la sediul consiliului regional din strada Sumska, a ocupat clădirea și a înaintat o cerere președintelui Serghei Cernov de a convoca un consiliu improvizat. După aceea, protestatarii au ținut propria întâlnire, la care au explicat că nu au încredere în reprezentanții regionali, așa că își aleg proprii reprezentanți. După ce s-a făcut acest lucru, noii „reprezentanți” au depus jurământul în fața consiliului și au anunțat înființarea noii republici populare. Ei au mai spus că această decizie se va aplica întregii regiuni odată ce va fi confirmată printr-un referendum planificat.
Organul de conducere al republicii a apelat la Viktor Ianukovici pentru legitimitate și a vrut să ceară Moscovei să medieze.

## Lichidarea „Republicii Populare”.
După proclamarea republicii, manifestanții ruși și pro-ruși s-au ciocnit din nou cu susținătorii Maidanului. Autoritățile ucrainene au reacționat rapid și au organizat operațiunea antiteroristă, care s-a desfășurat a doua zi. Pe 8 aprilie, o unitate specială a forțelor de securitate internă ucrainene, cu numele de cod Jaguar, a recucerit consiliul regional de la protestatari. 60 de persoane au fost reținute în oraș și în zonă. Forțele de securitate nu au fost nevoite să folosească arme de foc sau grenade pentru a elimina „republica”, dar stațiile de metrou și centrul orașului au fost închise pe toată durata acțiunii.
În ciuda acestui fapt, demonstrațiile și confruntările au continuat zile întregi la Harkov. Pe 13 aprilie, în oraș au avut loc ciocniri mult mai mari decât înainte, în care oamenii au susținut, printre altele, republicile înființate Donețk și republicile deja organizate Lugansk.

## Galerie

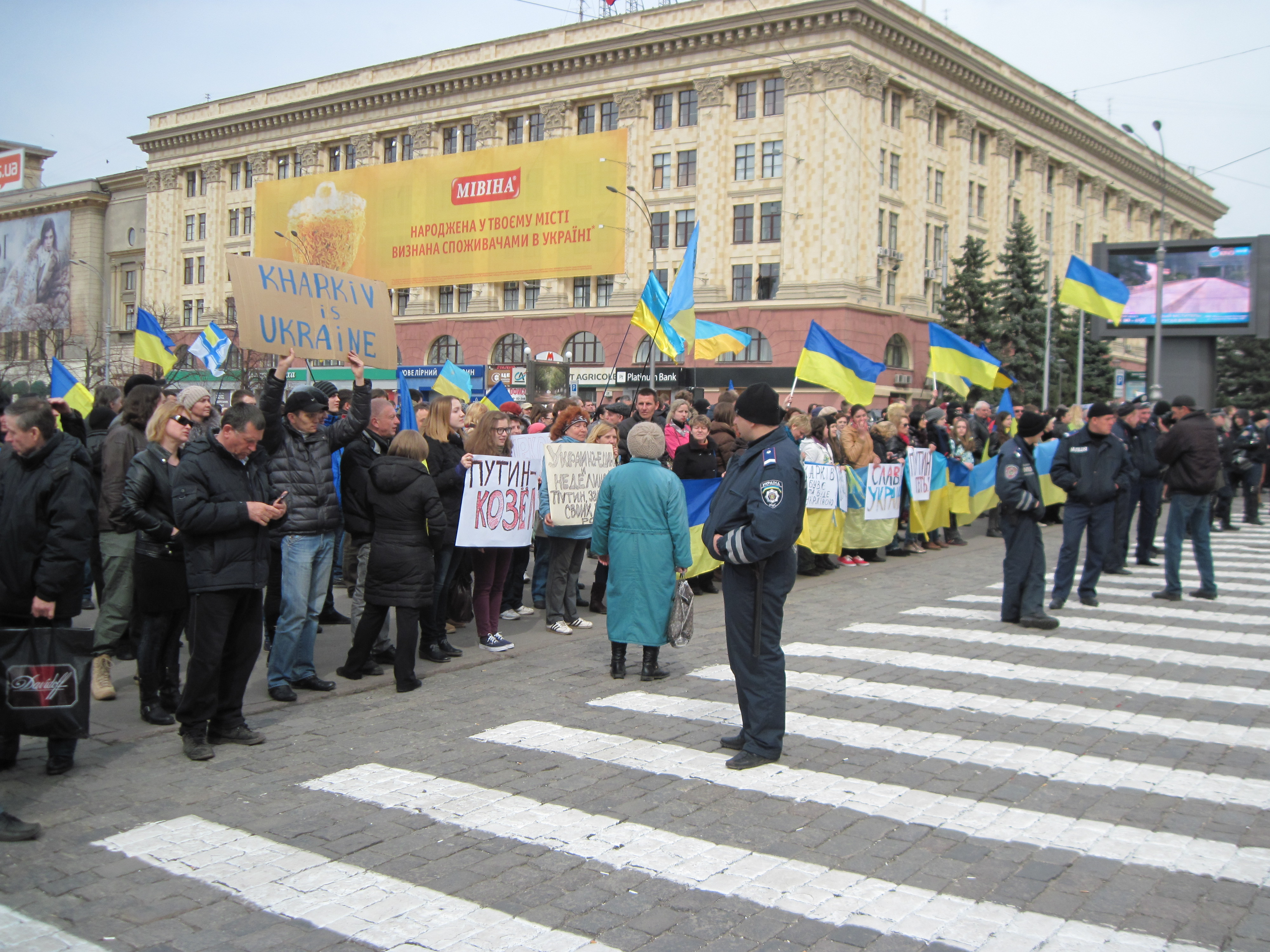
Protestatarii pro-maidan pe 7 aprilie
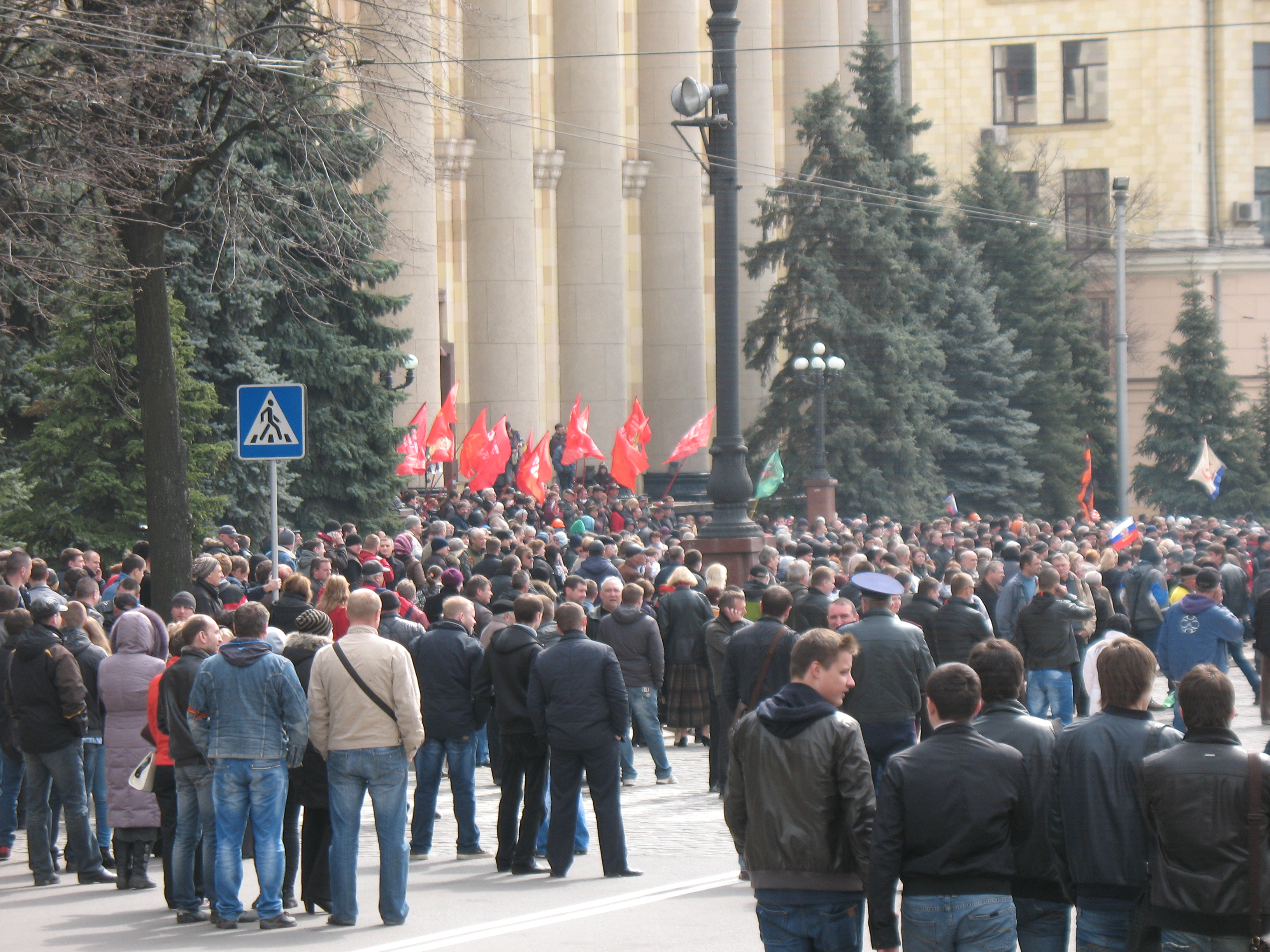
Mulțimea din fața clădirii consiliului regional, când a fost proclamată „republica”.
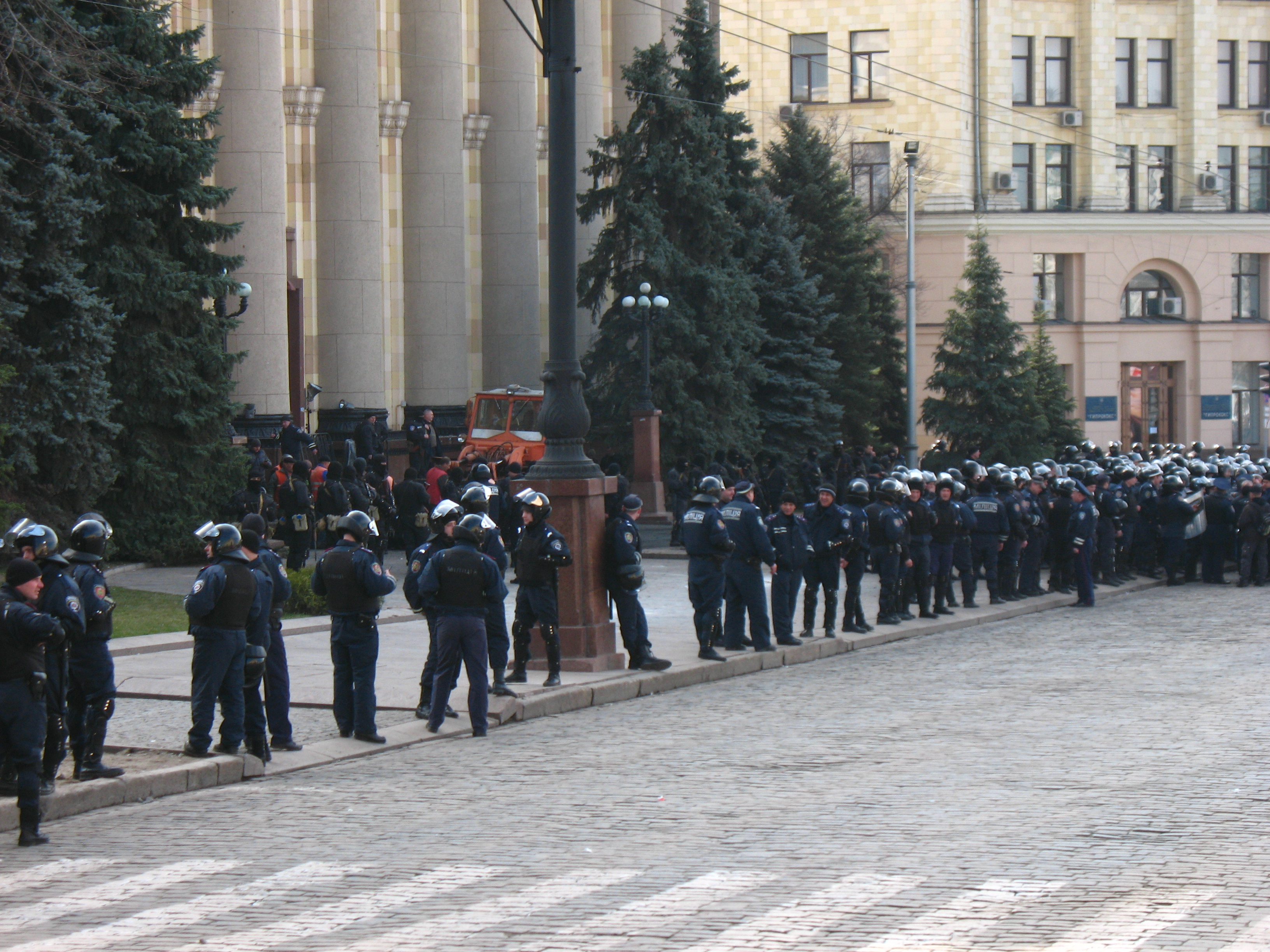
Forțele de poliție în fața clădirii consiliului regional, după operațiunea Jaguar
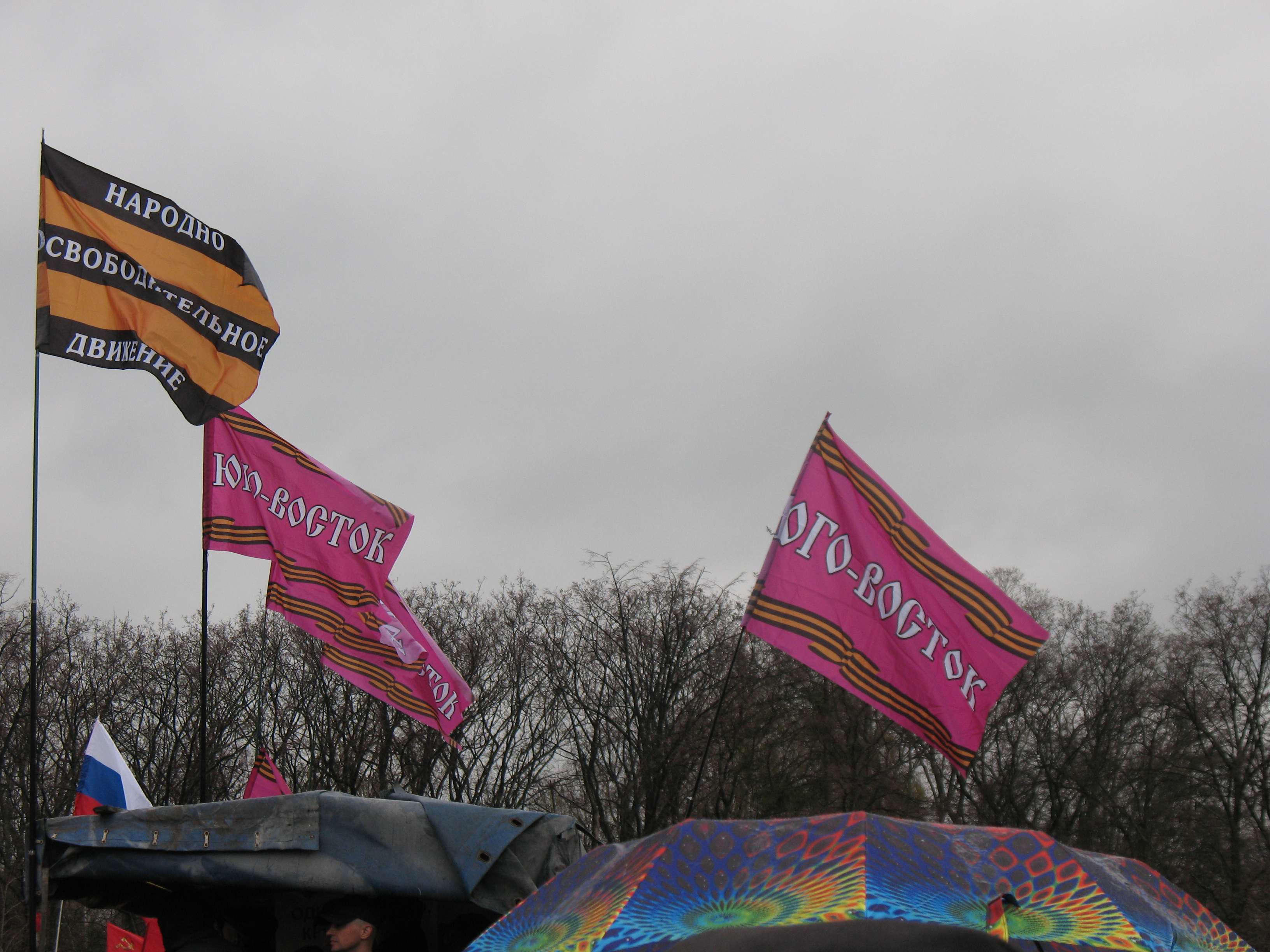
Steaguri cu sloganuri pro-ruse pe 13 aprilie